# Rhyssella nitida
Rhyssella nitida är en stekelart som först beskrevs av Cresson 1864.  Rhyssella nitida ingår i släktet Rhyssella och familjen brokparasitsteklar. Inga underarter finns listade i Catalogue of Life.